# Mesnil-Mauger
Ne doit pas être confondu avec Le Mesnil-Mauger, commune du Calvados.
Pour les articles homonymes, voir Mesnil.
Mesnil-Mauger est une commune française située dans le département de la Seine-Maritime en région Normandie.

## Géographie
|             | Nesle-Hodeng       | Beaussault   |
| Saint-Saire | Mesnil-Mauger      | Compainville |
|             | Beaubec-la-Rosière |              |

La commune est traversée par l'Avenue verte, itinéraire cyclable qui relie Paris à Londres.

### Hydrographie
La commune est située dans le bassin Seine-Normandie. Elle est drainée par l'Arques, le Sorson, le cours d'eau 01 de la commune de Saint-Saire, le cours d'eau 04 de la commune de Mesnil-Mauger et l'Orson,,.
L'Arques, d'une longueur de 67 km, prend sa source dans la commune de Gaillefontaine, à une altitude de 204 m (le cours d'eau porte alors le nom de rivière de la Béthune) et se jette  dans la Manche à Dieppe, après avoir traversé 24 communes. 
Le Sorson, d'une longueur de 11 km, prend sa source dans la commune de Sommery et se jette  dans l'Arques à Saint-Saire, après avoir traversé quatre communes. 

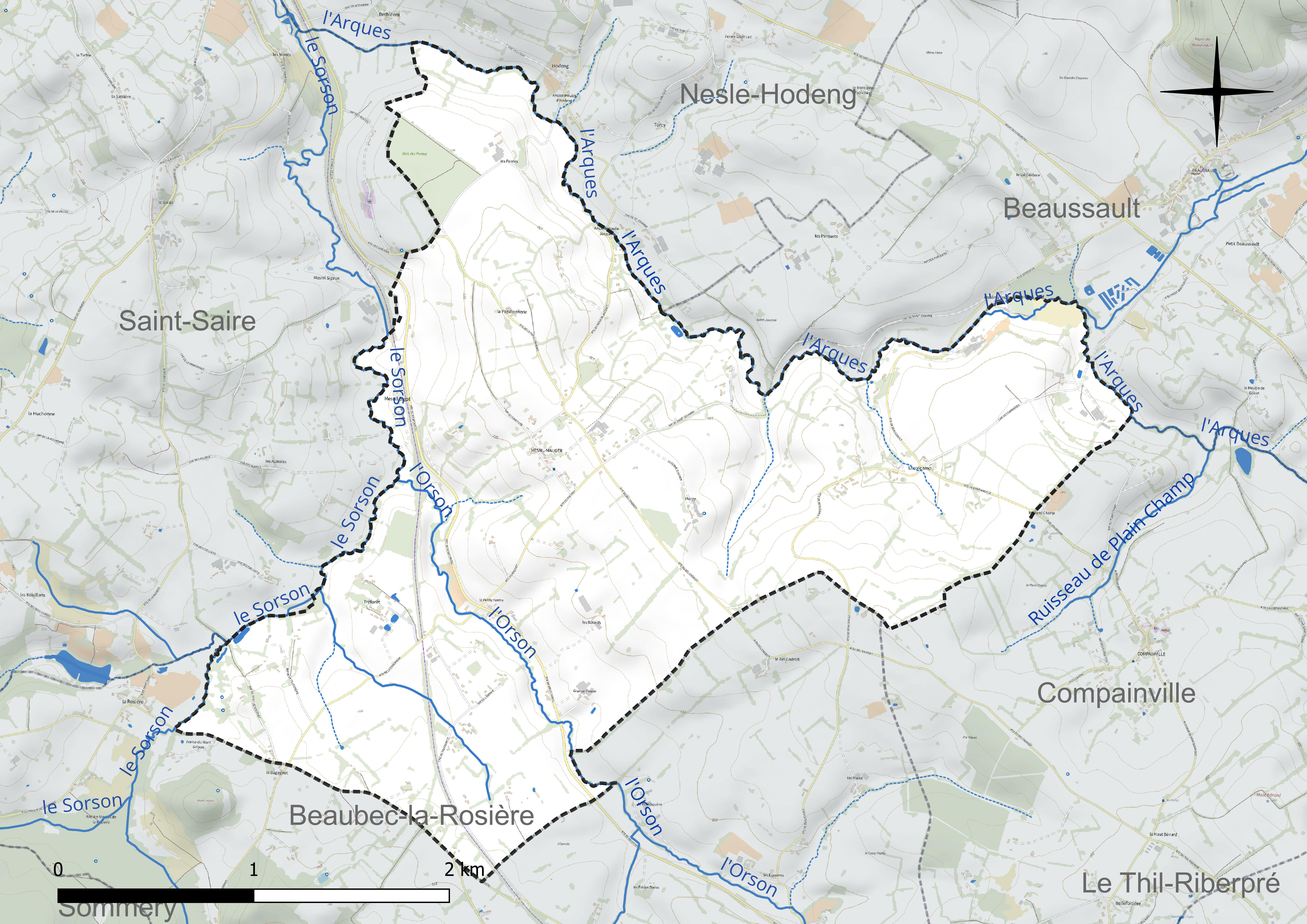
Réseau hydrographique de Mesnil-Mauger.

### Climat
Pour des articles plus généraux, voir Climat de la Normandie et Climat de la Seine-Maritime.
En 2010, le climat de la commune est de type climat océanique altéré, selon une étude du CNRS s'appuyant sur une série de données couvrant la période 1971-2000. En 2020, Météo-France publie une typologie des climats de la France métropolitaine dans laquelle la commune est exposée à un climat océanique et est dans la région climatique Côtes de la Manche orientale, caractérisée par un faible ensoleillement (1 550 h/an) ; forte humidité de l’air (plus de 20 h/jour avec humidité relative > 80 % en hiver), vents forts fréquents. Parallèlement le GIEC normand, un groupe régional d’experts sur le climat, différencie quant à lui, dans une étude de 2020, trois grands types de climats pour la région Normandie, nuancés à une échelle plus fine par les facteurs géographiques locaux. La commune est, selon ce zonage, exposée à un « climat contrasté des collines », correspondant au Pays de Bray, bien arrosé et frais.
Pour la période 1971-2000, la température annuelle moyenne est de 10,1 °C, avec une amplitude thermique annuelle de 13,8 °C. Le cumul annuel moyen de précipitations est de 831 mm, avec 12,8 jours de précipitations en janvier et 8,5 jours en juillet. Pour la période 1991-2020, la température moyenne annuelle observée sur la station météorologique la plus proche, située sur la commune de Bouelles à 5 km à vol d'oiseau, est de 10,7 °C et le cumul annuel moyen de précipitations est de 838,4 mm,. Pour l'avenir, les paramètres climatiques de la commune estimés pour 2050 selon différents scénarios d’émission de gaz à effet de serre sont consultables sur un site dédié publié par Météo-France en novembre 2022.

## Urbanisme

### Typologie
Au 1er janvier 2024, Mesnil-Mauger est catégorisée commune rurale à habitat très dispersé, selon la nouvelle grille communale de densité à sept niveaux définie par l'Insee en 2022.
Elle est située hors unité urbaine. Par ailleurs la commune fait partie de l'aire d'attraction de Forges-les-Eaux, dont elle est une commune de la couronne,. Cette aire, qui regroupe 5 communes, est catégorisée dans les aires de moins de 50 000 habitants,.

### Occupation des sols
L'occupation des sols de la commune, telle qu'elle ressort de la base de données européenne d’occupation biophysique des sols Corine Land Cover (CLC), est marquée par l'importance des territoires agricoles (100 % en 2018), une proportion identique à celle de 1990 (100 %). La répartition détaillée en 2018 est la suivante : 
prairies (91,1 %), terres arables (8,9 %). L'évolution de l’occupation des sols de la commune et de ses infrastructures peut être observée sur les différentes représentations cartographiques du territoire : la carte de Cassini (XVIIIe siècle), la carte d'état-major (1820-1866) et les cartes ou photos aériennes de l'IGN pour la période actuelle (1950 à aujourd'hui).

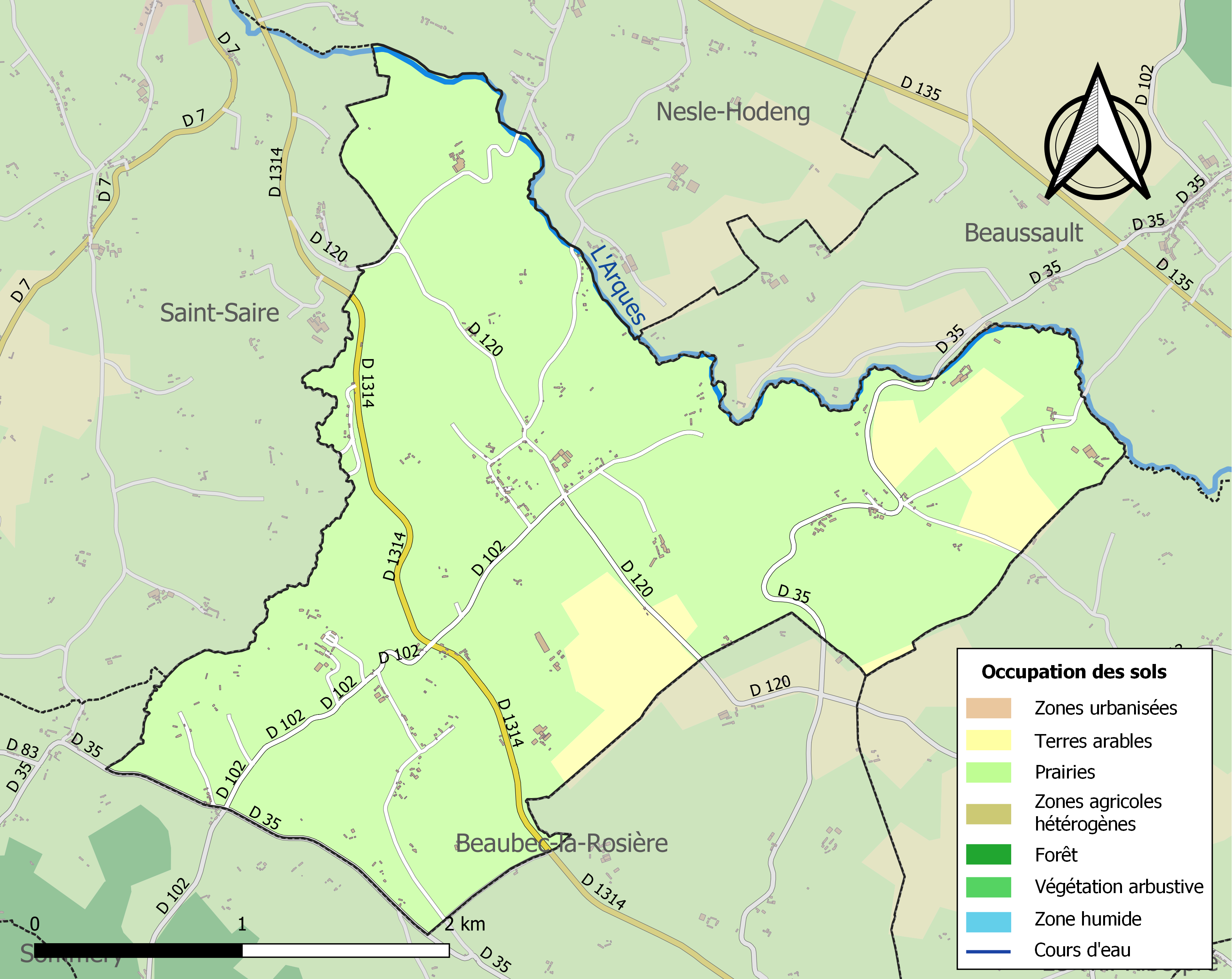
Carte des infrastructures et de l'occupation des sols de la commune en 2018 (CLC).

## Toponymie
Le nom de la localité est attesté sous la forme Mesnil Mauger vers 1210.
Mesnil est un appellatif toponymique très répandu au nord de la France. Il s'agit d'un dérivé à partir du latin mansionem « demeure, habitation, maison », le bas-latin a créé un nouveau terme mansionile, d'où le gallo-roman MA[N]SIONILE. Il est devenu en français médiéval maisnil, mesnil « maison avec terrain ».
Le second élément Mauger est un nom de personne germanique, latinisée de diverses manières dans les textes, notamment en Madalgarius. Il est spécialement répandu en Normandie comme nom de famille.

## Histoire
- 1823 : Mesnil-Mauger absorbe Louvicamp et Tréforêt (qui était pourtant plus peuplée).

## Politique et administration
| Période      | Période                    | Identité                  | Étiquette | Qualité                         |
| ------------ | -------------------------- | ------------------------- | --------- | ------------------------------- |
| Février 1982 | Juin 1983                  | Gabriel Genty             |           | Agriculteur                     |
| Juin 1983    | Juin 1995                  | Pierre Quentin de Gromard |           | Réélu en mars 1989              |
| Juin 1995    | Mars 2008                  | Claude Lefebvre           |           | Agriculteur                     |
| Mars 2008    | Mars 2014                  | André Forget              |           | Gendarme retraité               |
| Mars 2014    | En cours (au 17 août 2025) | Claude Lefebvre           |           | Réélu pour le mandat 2020-2026, |

## Démographie
Jusqu'en 1820, les populations de Louvicamp et de Tréforêt ne sont pas reprises dans le graphique.
L'évolution du nombre d'habitants est connue à travers les recensements de la population effectués dans la commune depuis 1793. Pour les communes de moins de 10 000 habitants, une enquête de recensement portant sur toute la population est réalisée tous les cinq ans, les populations de référence des années intermédiaires étant quant à elles estimées par interpolation ou extrapolation. Pour la commune, le premier recensement exhaustif entrant dans le cadre du nouveau dispositif a été réalisé en 2004.

En 2022, la commune comptait 244 habitants, en évolution de −1,61 % par rapport à 2016 (Seine-Maritime : +0,35 %, France hors Mayotte : +2,11 %).
| 1793 | 1800 | 1806 | 1821 | 1831 | 1836 | 1841 | 1846 | 1851 |
| ---- | ---- | ---- | ---- | ---- | ---- | ---- | ---- | ---- |
| 149  | 157  | 151  | 169  | 410  | 440  | 435  | 438  | 465  |

| 1856 | 1861 | 1866 | 1872 | 1876 | 1881 | 1886 | 1891 | 1896 |
| ---- | ---- | ---- | ---- | ---- | ---- | ---- | ---- | ---- |
| 414  | 436  | 410  | 455  | 389  | 403  | 404  | 400  | 398  |

| 1901 | 1906 | 1911 | 1921 | 1926 | 1931 | 1936 | 1946 | 1954 |
| ---- | ---- | ---- | ---- | ---- | ---- | ---- | ---- | ---- |
| 396  | 410  | 407  | 362  | 332  | 347  | 342  | 338  | 352  |

| 1962 | 1968 | 1975 | 1982 | 1990 | 1999 | 2004 | 2006 | 2009 |
| ---- | ---- | ---- | ---- | ---- | ---- | ---- | ---- | ---- |
| 293  | 239  | 213  | 190  | 207  | 223  | 234  | 234  | 240  |

| 2014 | 2019 | 2022 | - | - | - | - | - | - |
| ---- | ---- | ---- | - | - | - | - | - | - |
| 242  | 245  | 244  | - | - | - | - | - | - |

## Culture locale et patrimoine

### Lieux et monuments
Église Notre-Dame.